# Giampaolo Caruso
Giampaolo Caruso (født 15. august 1980) er en italiensk tidligere professionel cykelrytter, som har cyklet for det professionelle cykelhold Lampre-Fondital.